# سامر جم
'سامر جم'(سامر سم) (انگلیسی: Summer Cem؛ زادهٔ ۱۱ آوریل ۱۹۸۳) موسیقی‌دان و خواننده رپ اهل ترکیه است. وی از سال ۲۰۰۳ میلادی تاکنون مشغول فعالیت بوده‌است.
از آهنگهای معروف او میتوان به یالا گود بای و تامام تامام اشاره کرد.